# Nāḩiyat Rabī‘ah
Nāḩiyat Rabī‘ah (arabiska: ناحية كبلية, ناحية ربيعة) är ett subdistrikt i Syrien.   Det ligger i provinsen Latakia, i den västra delen av landet, 250 km norr om huvudstaden Damaskus.
Trakten runt Nāḩiyat Rabī‘ah består till största delen av jordbruksmark. Runt Nāḩiyat Rabī‘ah är det tätbefolkat, med 493 invånare per kvadratkilometer.